# Beziehungen zwischen der NATO und der Ukraine

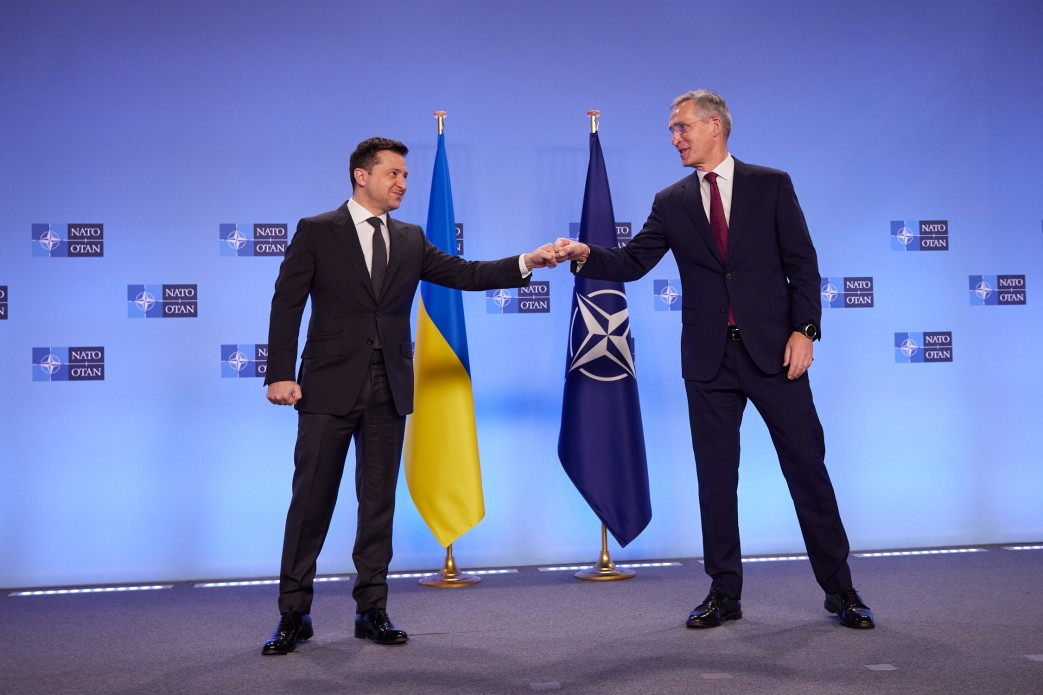
Wolodymyr Selenskyj und Jens Stoltenberg (2021)

Die Beziehungen zwischen dem Militärbündnis NATO und der Ukraine gehen auf das Jahr 1992 zurück und zwei Jahre später begann die Ukraine an der Partnerschaft für den Frieden teilzunehmen. Ein vollständiger NATO-Beitritt der Ukraine wurde erstmals von Leonid Kutschma in Erwägung gezogen, war zu dieser Zeit allerdings innenpolitisch hochumstritten. 1997 wurde in seiner Amtszeit eine gemeinsame NATO-Ukraine-Kommission ins Leben gerufen und Kutschma entsandte auch ukrainische Truppen in den Irakkrieg. Eine deutliche Annäherung an die NATO erfolgte in der Amtszeit von Wiktor Juschtschenko als ukrainischem Präsidenten (2005–2010) und auf dem NATO-Gipfel in Bukarest 2008 wurde der Ukraine erstmals eine Mitgliedschaft in der NATO in Aussicht gestellt. Diese Annäherung wurde jedoch von seinem Nachfolger Wiktor Janukowytsch (2010–2014) größtenteils wieder rückgängig gemacht. Nach der russischen Annexion der Krim 2014 und dem Beginn des Kriegs im Donbas gab die Ukraine ihre vormalige Neutralität auf und begann eine vollständige Westintegration einschließlich einer NATO-Mitgliedschaft anzustreben. Die Beziehungen zu den NATO-Staaten und der NATO selbst wurden in der Folgezeit deutlich gestärkt. Nach dem russischen Überfall auf die Ukraine 2022 sprachen die NATO-Staaten ihre Solidarität mit der Ukraine aus und leisteten der Ukraine militärische, wirtschaftliche und humanitäre Hilfe, versuchten jedoch ein direktes Eingreifen in den Konflikt zu vermeiden. 2023 wurde die NATO-Ukraine-Kommission als Reaktion auf den russischen Angriff in einen NATO-Ukraine-Rat umgewandelt und der Ukraine ein beschleunigter Aufnahmeprozess gewährt.

## Geschichte
Im Jahr 1991 trat die Ukraine dem Nordatlantischen Kooperationsrat bei, einer von der NATO gegründeten Institution zur Erleichterung der Konsultation und Zusammenarbeit mit Mittel- und Osteuropa in politischen und sicherheitspolitischen Fragen sowie zur Förderung der demokratischen Entwicklung in diesen Ländern. Nach dem Zerfall der Sowjetunion waren deren Atomwaffen auf vier neue Staaten verteilt: Russland, Ukraine, Belarus und Kasachstan. Die NATO unterstützte die Position der Vereinigten Staaten, die Atomwaffen der ehemaligen Sowjetunion der Kontrolle Russlands zu unterstellen und dass die Ukraine, Belarus und Kasachstan dem Atomwaffensperrvertrag, dem Vertrag zur Verringerung strategischer Waffen (englisch: Strategic Arms Reduction Treaty, abgekürzt START), dem Vertrag über Konventionelle Streitkräfte in Europa und der Biowaffenkonvention beitreten sollen. Auf dem NATO-Gipfel in Rom am 8. November 1991 wurden diese Ziele in einer Erklärung bekräftigt. Am 23. Mai 1992 unterzeichneten die Ukraine, Belarus und Kasachstan das Lissabon-Protokoll, das die Verpflichtungen aus START auf alle atomaren Nachfolgestaaten der Sowjetunion ausweitete und in dem sie sich zum Beitritt zum Atomwaffensperrvertrag und zur Abschaffung ihrer Atomwaffen in einem festgelegten Zeitraum verpflichteten.
Im Januar 1994 wurde während des NATO-Gipfels in Brüssel die Partnerschaft für den Frieden (englisch: Partnership for Peace, abgekürzt PfP) ins Leben gerufen, um den ehemaligen Staaten des Warschauer Pakts eine schrittweise Annäherung an die NATO ohne Vollmitgliedschaft und Sicherheitsgarantien der Allianz nach Artikel 5 zu ermöglichen. Während eines Zwischenaufenthalts in Kiew kündigte US-Präsident Bill Clinton am 12. Januar an, dass die Ukraine eingeladen wurde, der PfP beizutreten. Zwei Tage später unterzeichneten Bill Clinton, der russische Präsident Boris Jelzin und der ukrainische Präsident Leonid Krawtschuk in Moskau das trilaterale Abkommen über Atomwaffen. Die Ukraine trat der PfP formell am 8. Februar bei und war damit der erste GUS-Staat in der PfP.
Im Juli 1994 wurde mit Leonid Kutschma ein neuer Präsident gewählt. Im November trat die Ukraine dem Atomwaffensperrvertrag als nichtnuklearer Staat bei und im Dezember unterzeichneten die Vereinigten Staaten und das Vereinigte Königreich zusammen mit Russland auf dem Gipfeltreffen der Organisation für Sicherheit und Zusammenarbeit in Europa (OSZE) in Budapest das Budapester Memorandum, das die Sicherheit der Ukraine und ihrer Grenzen garantierte. Dieses untersagte der Russischen Föderation, der Ukraine mit militärischer Gewalt oder wirtschaftlichem Zwang zu drohen oder diese anzuwenden, „außer zur Selbstverteidigung oder in anderer Weise in Übereinstimmung mit der Charta der Vereinten Nationen“. Das Vereinigte Königreich und die Vereinigten Staaten fungierten als Garantiemächte. Im Gegenzug gab die Ukraine ihre Atomwaffen ab.
Als die NATO ihre Partnerschaft für den Frieden ankündigte, fielen die Reaktionen unterschiedlich aus. Länder wie die Tschechische Republik, Ungarn oder Polen, die auf einen raschen Beitritt zur NATO hofften, befürchteten, dass die PfP zu einer Warteschleife werden würde, möglicherweise für immer. Die Ukraine hingegen hatte keine Aussichten, dem Bündnis in absehbarer Zeit beizutreten, und befürchtete, dass die NATO-Erweiterung die Ukraine in einer Grauzone zwischen einer erweiterten NATO und Russland zurücklassen würde. Der ukrainische Außenminister Anatolij Slenko erklärte: „Der Zerfall des Warschauer Blocks hinterließ in diesem Teil des Kontinents ein Sicherheitsvakuum, und praktisch alle neuen unabhängigen Staaten äußerten den Wunsch zur Zusammenarbeit und schließlich der NATO und der Westeuropäischen Union (WEU) beizutreten, um ihre nationale Sicherheit zu gewährleisten.“ Die Kutschma-Regierung verfolgte eine Politik des Ausgleichs zwischen Russland und dem Westen und sah die Kooperation mit der NATO als Gegengewicht zu Russland. Die Ukraine stellte 1995 ein Kontingent von 400 Mann für den NATO-Einsatz im Bosnienkrieg ab.
Die 1996 verabschiedete Verfassung der Ukraine, die sich auf die Unabhängigkeitserklärung vom 24. August 1991 stützte, enthielt die Grundprinzipien der Blockfreiheit und der Neutralität. Streitigkeiten mit Russland um die auf der Krim stationierte Schwarzmeerflotte und der damit verbundene russische Irredentismus begünstigten jedoch in den 1990er Jahren eine Annäherung der Ukraine an die NATO. Die NATO-Ukraine-Charta wurde auf dem NATO-Gipfel in Madrid 1997 unterzeichnet, welche gemeinsame Ausbildung und Militärübungen und eine Teilnahme der Ukrainer an der Combined Joint Task Force festlegte. Für die engere Kooperation wurde eine NATO-Ukraine-Kommission ins Leben gerufen. Die NATO eröffnete im selben Jahr ein Informationszentrum in Kiew und zwei Jahre später ein Vertretungsbüro.

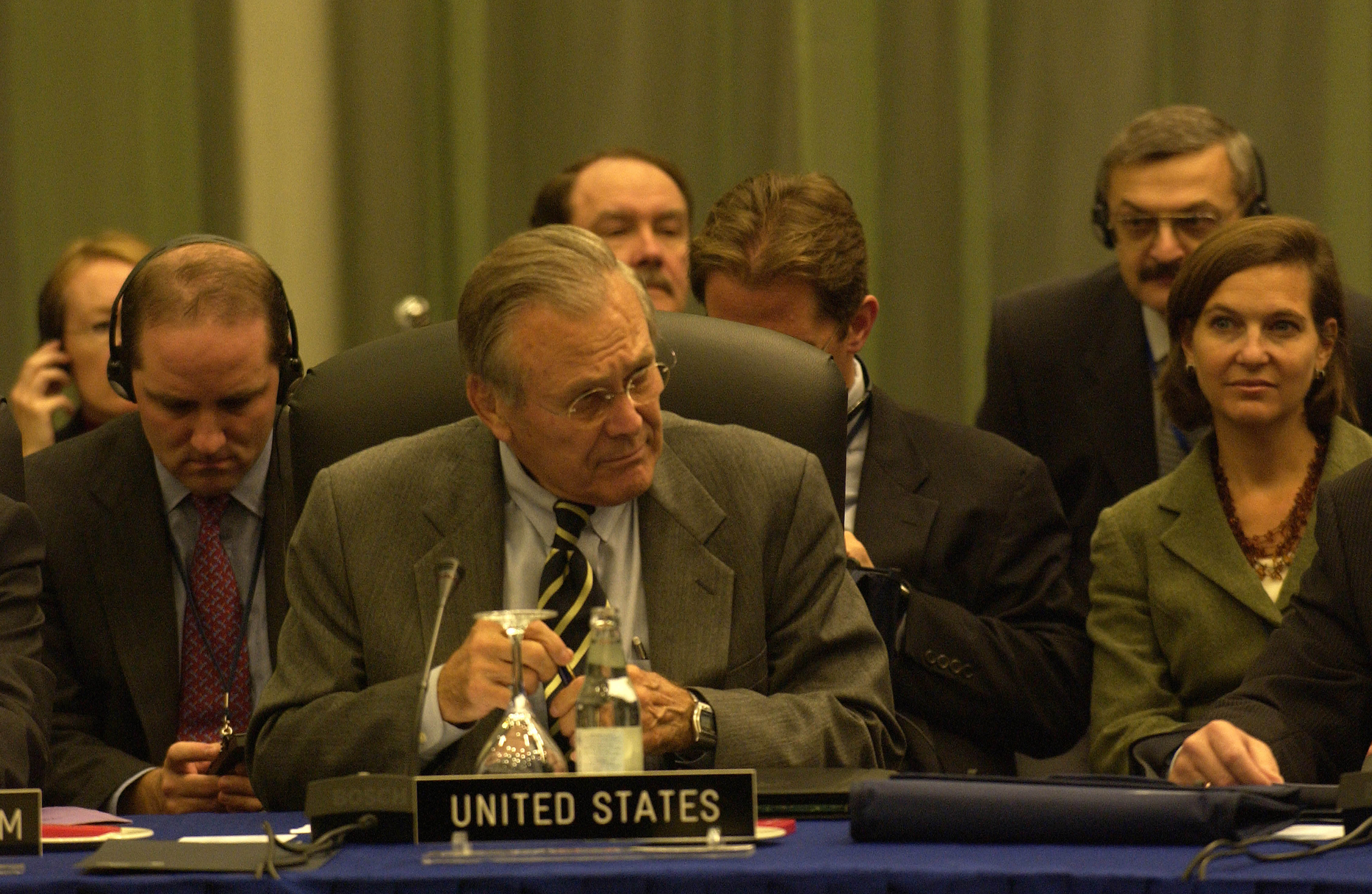
US-Verteidigungsminister Donald Rumsfeld und die US-Botschafterin bei der NATO Victoria Nuland bei den NATO-Ukraine-Konsultationen in Vilnius, Litauen (2005)

Im Jahr 2002 verschlechterten sich die Beziehungen der Regierungen der Vereinigten Staaten und anderer NATO-Staaten zur Ukraine, nachdem der Kassettenskandal aufgedeckt hatte, dass die Ukraine angeblich ein hochentwickeltes ukrainisches Verteidigungssystem an den Irak von Saddam Hussein geliefert habe. Auch gab es im Westen weiterhin Bedenken hinsichtlich der Reaktion Russlands auf eine zu enge militärische Zusammenarbeit mit der Ukraine. Auf dem NATO-Erweiterungsgipfel im November 2002 verabschiedete die NATO-Ukraine-Kommission schließlich einen NATO-Ukraine-Aktionsplan. Die Erklärung von Präsident Kutschma, dass die Ukraine der NATO beitreten wolle (ebenfalls 2002), und die Entsendung ukrainischer Truppen in den Irak im Jahr 2003 folgten.
Am 15. Juni 2004 erschien in der zweiten Ausgabe der Militärdoktrin der Ukraine, die per Dekret von Kutschma verabschiedet wurde, eine Bestimmung über die Umsetzung einer euro-atlantischen Integration der Ukraine, deren Endziel der Beitritt zur NATO war. Doch bereits am 15. Juli 2004 erließ Präsident Kutschma im Anschluss an eine Sitzung der Ukraine-NATO-Kommission ein Dekret, in dem er erklärte, dass der Beitritt zur NATO nicht mehr das Ziel des Landes sei, sondern lediglich „eine deutliche Vertiefung der Beziehungen zur NATO und zur Europäischen Union als Garanten für Sicherheit und Stabilität in Europa“.
Nach der Orangenen Revolution im Jahr 2004 wurde Kutschma von Präsident Wiktor Juschtschenko abgelöst, der ein großer Befürworter der NATO-Mitgliedschaft der Ukraine war. Bei einem Staatsbesuch von Juschtschenko in den USA im April 2005 sprach US-Präsident George W. Bush sich für einen NATO-Beitritt der Ukraine aus. 2008 stellte die Ukraine einen Antrag auf einen Aktionsplan für die Mitgliedschaft (Membership Action Plan) in der NATO. Auf dem NATO-Gipfel in Bukarest 2008 wurde der NATO-Beitritt der Ukraine diskutiert, wobei die USA die Ukraine unterstützen, während Deutschland und Frankreich bremsten. Ein Beitrittsplan wurde der Ukraine auf Druck Deutschlands und Frankreichs nicht gewährt, in der Gipfelerklärung als Kompromiss jedoch verkündet, dass „die NATO die euro-atlantischen Bestrebungen der Ukraine und Georgiens begrüßt. Wir kamen heute überein, dass diese Länder NATO-Mitglieder werden.“ Diese Erklärung sorgte für großen Unmut in Russland, ohne gleichzeitig die Ukraine konkret enger in die NATO zu integrieren oder einen Beitrittsprozess tatsächlich einzuleiten.
In der Ukraine war die NATO-Annäherung umstritten. In einer Petition mit mehr als 2 Millionen Unterschriften wurde ein Referendum über den Antrag der Ukraine auf Mitgliedschaft in der NATO gefordert. Im Februar 2008 sprachen sich 57,8 % der Ukrainer für ein nationales Referendum über den NATO-Beitritt aus, gegenüber 38,6 % im Februar 2007. Bei den Präsidentschaftswahl in der Ukraine 2010 wurde Wiktor Janukowytsch mit knapper Mehrheit zum Präsidenten gewählt. In Bezug auf den NATO-Beitritt verfügte Janukowytsch im Mai 2010 die Schließung der Kommission, die sich mit der NATO-Bewerbung der Ukraine befasste, und bekräftigte seine seit langem vertretene Position, dass die Zusammenarbeit der Ukraine mit der NATO ausreichend sei und ein Beitrittsantrag nicht bevorstehe. Im Juni 2010 verabschiedete das ukrainische Parlament, die Werchowna Rada, ein Gesetz, das der Ukraine den Beitritt zu allen Militärblöcken untersagte und schrieb damit die Neutralität gesetzlich fest. Von 2009 bis 2014 spielte nach Angaben von Michael McFaul eine Erweiterung der NATO in Besprechungen zwischen US-Präsident Barack Obama und Dmitri Medwedew oder Wladimir Putin keine Rolle und NATO-Generalsekretär Anders Rasmussen erklärte im Oktober 2013, dass die Ukraine 2014 definitiv nicht der NATO beitreten werde.

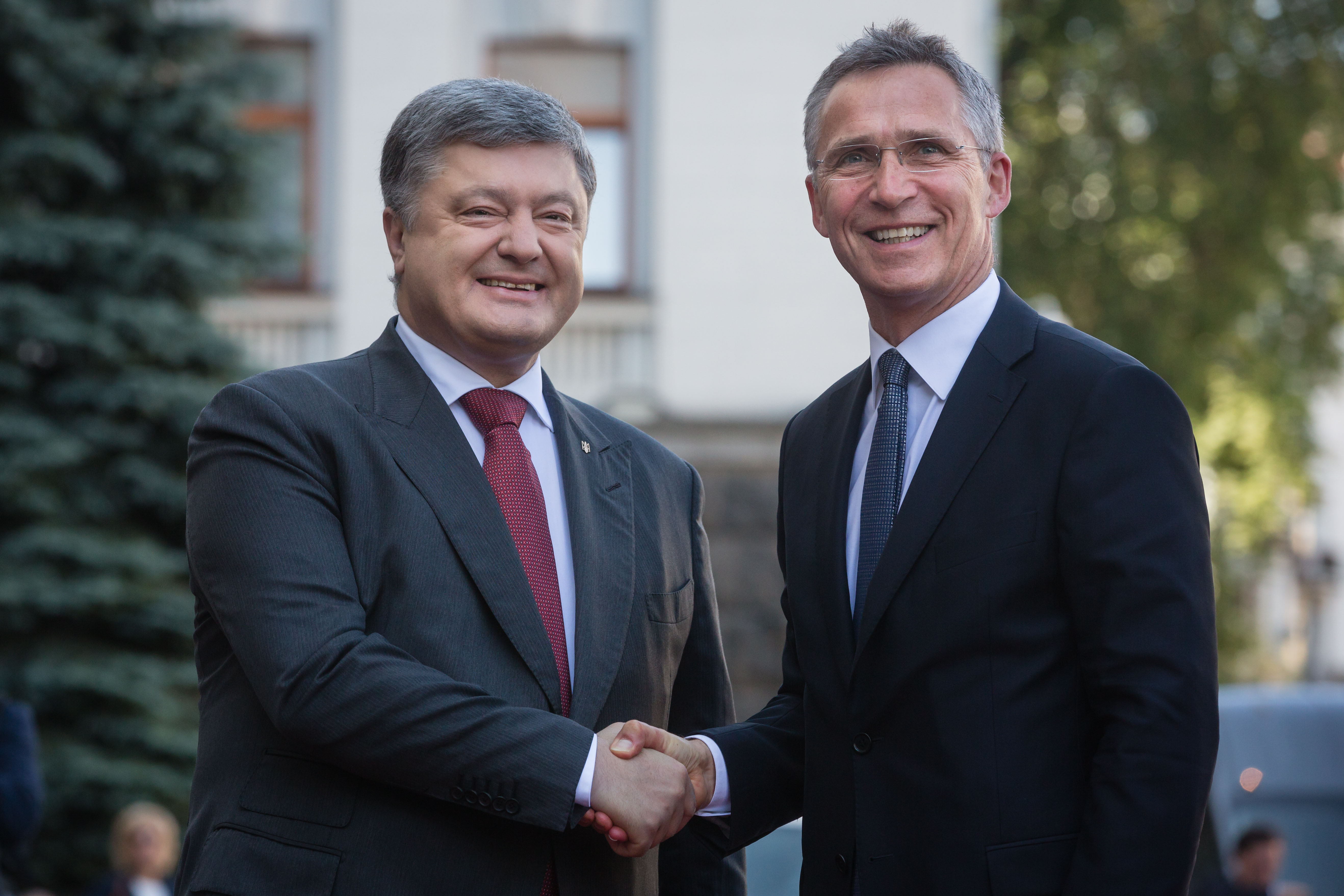
Petro Poroschenko mit NATO-Generalsekretär Jens Stoltenberg (2017)

Während des Euromaidan vom Februar 2014 stimmte das ukrainische Parlament für die Absetzung Janukowitschs, aber die neue Regierung strebte zuerst keine Änderung des neutralen Status an. Russland besetzte und annektierte nach dem Sturz von Janukowitsch die Krim, und im August 2014 intervenierten reguläre russische Armeeeinheiten im Donbass. Aus diesem Grund stimmte das ukrainische Parlament im Dezember 2014 dafür, den neutralen Status des Landes aufzugeben, und Präsident Petro Poroschenko verkündete, einen NATO-Beitritt anzustreben. Eine gemeinsame Litauisch-Polnisch-Ukrainische Brigade mit den NATO-Staaten Litauen und Polen wurde 2017 gebildet. 
Am 7. Februar 2019 stimmte das ukrainische Parlament dafür, das Ziel der NATO-Mitgliedschaft neben einem EU-Beitritt in der Verfassung als Staatsziel zu verankern.
Zahlreiche NATO-Mitglieder blieben weiterhin zögerlich, wenn es um einen vollständigen Beitritt der Ukraine ging. Im März 2016 erklärte der Präsident der Europäischen Kommission, Jean-Claude Juncker, dass es mindestens 20 bis 25 Jahre dauern würde, bis die Ukraine der EU und der NATO beitreten könnte. Die militärischen Beziehungen der NATO zur Ukraine wurden allerdings deutlich vertieft und im Juli 2016 das Comprehensive Assistance Package for Ukraine zur Stärkung der Kapazitäten der ukrainischen Streitkräfte verabschiedet.
Unter Präsident Wolodymyr Selenskyj wurde die Ukraine am 12. Juni 2020 in das Enhanced Opportunities Program der NATO aufgenommen, wobei die Interoperabilität der ukrainischen und der NATO-Streitkräfte gestärkt wurde und die Ukraine zu einem der engsten Partner der NATO aufstieg. 2021 wurde auf dem NATO-Gipfel in Brüssel eine „Politik der offenen Tür“ für die Ukraine und Georgien beschlossen.
Nach dem Beginn des russischen Überfalls auf die Ukraine 2022 unterstützen die NATO-Mitgliedstaaten die Ukraine mit Waffenlieferungen und Wirtschaftshilfen und verhinderten so eine schnelle Niederlage der Ukrainer. Die NATO-Staaten waren für 99 Prozent der Unterstützung für die Ukraine verantwortlich. Einige NATO-Mitglieder wie Polen forderten auch ein direktes Eingreifen in den Konflikt.
Am 30. September 2022 stellte die Ukraine offiziell einen Antrag auf Mitgliedschaft in der NATO in einem verkürzten Prozess. Auf dem NATO-Gipfel in Vilnius im Juli 2023 wurde beschlossen, der Ukraine einen einstufigen beschleunigten Aufnahmeprozess ohne vorherigen Membership Action Plan zu gewähren. Dafür wurde die bestehende NATO-Ukraine-Kommission in den NATO-Ukraine-Rat umgewandelt. Eine Beitrittsperspektive wurde jedoch erst in Aussicht gestellt, wenn der bewaffnete Konflikt im Land beendet ist. Auf dem folgenden NATO-Gipfel in Washington im Juli 2024 wurde verkündet, dass die Ukraine sich auf einem „unumkehrbaren Weg zur vollständigen Euro-Atlantischen Integration, einschließlich der NATO-Mitgliedschaft befindet“. Die NATO-Mitglieder verzichteten allerdings darauf, eine Einladung zum Beitritt der Ukraine zu verabschieden, auch da Deutschland und die USA sich dagegen ausgesprochen hatten. Diese werde erfolgen, „wenn die Verbündeten sich einig und Voraussetzungen erfüllt sind“.

## Militärische Zusammenarbeit
Seit 2014 wurde die militärische Zusammenarbeit zwischen beiden Seiten deutlich ausgebaut und die NATO für die Ukraine zum wichtigsten Sicherheitspartner. So wurden die ukrainischen Streitkräfte mit Unterstützung der NATO von sowjetischer Ausrüstung und Militärtaktiken mit dem 2016 eingeführten Comprehensive Assistance Package auf moderne westliche Standards gebracht und der NATO angeglichen, um eine volle Interoperabilität mit dessen Streitkräften zu gewährleisten. Seit 2014 wurden mehrere Treuhandfonds eingerichtet, die Mittel zur Unterstützung der Entwicklung von Fähigkeiten und des nachhaltigen Aufbaus von Kapazitäten in Schlüsselbereichen bereitstellen. Im Jahr 2021 hat die NATO alle bereits bestehenden Treuhandfonds zur Unterstützung der Ukraine konsolidiert und in einen einzigen Treuhandfonds für die Ukraine überführt. 
Nach dem Februar 2022 hat die NATO die Ukraine mit nicht-tödlicher Ausrüstung (non-lethal assistance) unterstützt, darunter Rationen, Treibstoff und Schutzausrüstung. Einzelne NATO-Staaten haben die Ukraine im Krieg mit Russland mit tödlichen Waffen beliefert, ukrainische Truppen für Kampfeinsätze ausgebildet und der Ukraine mit Geheimdienstinformationen geholfen. 2024 wurde das Nato Security Assistance and Training for Ukraine eingerichtet, welches von seinem Hauptsitz in Wiesbaden aus Waffenlieferungen an die Ukraine und die Ausbildung von ukrainischen Soldaten koordiniert. Für die militärische Unterstützung der Ukraine haben die NATO-Länder 2024 für die folgenden Jahre eine jährliche Mindestsumme von 40 Milliarden Euro vereinbart.
Am 17. Februar 2025 wurde in Bydgoszcz in Polen das Joint Analysis Training and Education Centre (JATEC) eingeweiht. Im JATEC wollen die NATO-Bündnispartner gemeinsam mit der Ukraine die zivil-militärischen Erfahrungen aus dem Krieg Russlands gegen die Ukraine analysieren und diese Erfahrungen in die Strategie, Politik und Operationen der NATO und der Ukraine einfließen lassen. Damit sollen die eigenen Ziele besser erreicht werden können. Das Center wird eine gemeinsame NATO-Ukraine-Einheit darstellen, die direkt dem Supreme Allied Commander Transformation untersteht und von einem polnischen Brigadegeneral geleitet wird.

## Öffentliche Meinung

### Ukraine

Öffentliche Unterstützung für eine NATO-Mitgliedschaft in der Ukraine in Prozent

Eine öffentliche Meinungsumfrage in der Ukraine vom November 2000 ergab, dass 30 % für einen NATO-Beitritt, 40 % dagegen und 30 % unentschlossen waren. Laut zahlreichen unabhängigen Umfragen, die zwischen 2002 und den Ereignissen von 2014 durchgeführt wurden, war die öffentliche Meinung in der Ukraine in Bezug auf die NATO-Mitgliedschaft gespalten, wobei die Mehrheit der Befragten den Beitritt zum Militärbündnis ablehnte und viele ihn als Bedrohung ansahen. Eine im Oktober 2008 durchgeführte Gallup-Umfrage ergab, dass 43 % der Ukrainer die NATO als Bedrohung für ihr Land ansahen, während nur 15 % sie als Schutz betrachteten. Die meisten Befragten waren zu diesem Zeitpunkt auch gegen den prowestlichen Kurs von Präsident Juschtschenko. Noch 2012 waren 70 Prozent der Ukrainer gegen eine NATO-Mitgliedschaft.
Nach der russischen Militärintervention von 2014, der Annexion der Krim und dem Beginn des Donbas-Krieges änderten viele Ukrainer ihre Ansichten über die NATO: Umfragen von Mitte 2014 bis 2016 zeigten, dass die Mehrheit bzw. Pluralität der Ukrainer nun die NATO-Mitgliedschaft unterstützten, auch wenn die Mehrheiten knapp waren. Bei einer Umfrage im Januar 2022 unterstützen 64 % der Ukrainer den Beitritt der Ukraine zur NATO, während 17 % ihn nicht unterstützen und 13 % keine eindeutige Meinung hatten. In der Westukraine (73 %), in der Stadt Kiew (71 %) und in der Südukraine (59 %) gab es die meisten Befürworter eines NATO-Beitritts. In der Ostukraine fand die Idee mit 47 % der Befragten am wenigsten Unterstützung.
Nach dem russischen Angriff auf das Land sprachen sich im Jahr 2023 zwischen 80 und 92 % der Befragen für einen NATO-Beitritt aus.

### In NATO-Staaten
Ein NATO-Beitritt der Ukraine wurde 2022 in Deutschland von mehr Leuten abgelehnt (46 %) als unterstützt (36 %). In Frankreich war die Meinung gespalten, während in Polen eine Mehrheit von 62 % den Beitritt der Ukraine unterstützte.

## Position Russlands zum NATO-Beitritt der Ukraine
1999 unterzeichnete Russland die Europäische Sicherheitscharta, in der das Recht jedes Staates bekräftigt wird, „seine Sicherheitsvereinbarungen selbst zu wählen oder zu ändern“ und Bündnissen beizutreten, wenn er dies wünscht. 2002 erhob der russische Präsident Wladimir Putin keine Einwände gegen die intensivierten Beziehungen der Ukraine zum NATO-Bündnis und erklärte, dies sei eine Angelegenheit der Ukraine und der NATO. Am 2. April 2004, drei Tage nach dem Beitritt der baltischen Staaten zur NATO, erklärte Putin im Beisein von Bundeskanzler Gerhard Schröder auf einer gemeinsamen Pressekonferenz: „Hinsichtlich der Nato-Erweiterung haben wir keine Sorgen mit Blick auf die Sicherheit der Russischen Föderation“. 2005 sagte Putin, wenn die Ukraine der NATO beitreten wolle, „werden wir ihre Entscheidung respektieren, denn es ist ihr souveränes Recht, über ihre eigene Verteidigungspolitik zu entscheiden, und dies wird die Beziehungen zwischen unseren Ländern nicht verschlechtern“. Ab 2008 lehnte Russland den Beitritt der Ukraine zur NATO jedoch entschieden ab und begann ihn als Bedrohung für die eigene Sicherheit zu bezeichnen. Auf dem Bukarester NATO-Gipfel im April 2008 drohte Putin Berichten zufolge damit, Teile der Ukraine zu annektieren, falls diese der NATO beitreten sollte. Er setzte diese Drohung 2014 in die Tat um, nachdem der prorussische ukrainische Präsident Wiktor Janukowytsch seine Macht verloren hatte.
Gegen Ende des Jahres 2021 begann der russische Präsident Putin russische Truppen an der Grenze mit der Ukraine zu versammeln. Er verkündete, dass die Stationierung von Raketenabwehrsystemen in der Ukraine durch die NATO eine „rote Linie“ für Russland darstellen würde. Im Dezember 2021 verlangte die russische Regierung unter anderem, dass die NATO alle Aktivitäten in ihren osteuropäischen Mitgliedstaaten einstellt und der Ukraine oder anderen ehemaligen Sowjetstaaten den Beitritt zur NATO untersagt. Im Februar des folgenden Jahres begann Russland einen großangelegten Angriff auf die Ukraine von mehreren Richtungen aus und versuchte die Hauptstadt Kiew einzunehmen, was scheiterte. Als eine Hauptbegründung für den Angriff wurde von den Russen eine NATO-Integration der Ukraine genannt, welche ein inakzeptables Risiko für Russlands nationale Sicherheit darstellen würde. Das US-amerikanische Institute for the Study of War sah diese Begründung allerdings vorwiegend als einen Vorwand an, um die eigenen offensiven Intentionen zu verdecken.
Dmitri Medwedew, Putins Stellvertreter im russischen Sicherheitsrat, sagte 2024: „Wir müssen alles tun, damit der ‚unumkehrbare Weg‘ der Ukraine zur NATO mit dem Verschwinden sowohl der Ukraine als auch der NATO endet“.